# پاپ گریگوری دهم
پاپ گریگوری دهم (به لاتین: Gregorius X؛ ح. ۱۲۱۰ – ۱۰ ژانویه ۱۲۷۶) یکی از پاپ‌های کلیسای کاتولیک رم بود که در ایتالیا به دنیا آمد و از ۱۲۷۱ تا ۱۲۷۶ میلادی پاپ بود. او در سال ١٢٧٦ ميلادي به مرگ طبيعي درگذشت.